# Ryan Firebee
Ryan Firebee là một chuỗi các bia bay được hãng Ryan Aeronautical Company phát triển bắt đầu từ năm 1951.

## Tính năng kỹ chiến thuật (BQM-34A)
Đặc điểm tổng quát
- Kíp lái: 0
- Chiều dài: 22 ft 10 in (7.00 m)
- Sải cánh: 12 ft 10 in (3.91 m)
- Trọng lượng rỗng: 1.500 lb (680 kg)
- Trọng lượng có tải: 2.500 lb (1.135 kg)
- Động cơ: 1 × Continental J69-T-29A, 1.700 lbf (7,6 kN)

Hiệu suất bay
- Vận tốc cực đại: 710 mph (1.140 km/h)
- Thời gian bay: 1 giờ  15 phút
- Trần bay: 60.000 ft (18.300 m)